# Sõjamäe
Sõjamäe is een subdistrict of wijk (Estisch: asum) binnen het stadsdistrict Lasnamäe in Tallinn, de hoofdstad van Estland. De wijk telde 122 inwoners op 1 januari 2020. De ‘buren’ van de wijk zijn vanaf het noorden met de wijzers van de klok mee: de wijken Laagna, Tondiraba, Väo, de gemeente Rae en de wijken Mõigu en Ülemiste.

## Bijzonderheden
Sõjamäe is de genitief van Sõjamägi, ‘oorlogsheuvel’. In 1343 kwamen de Esten in opstand tegen de Duitse Orde, de toenmalige machthebber in Estland. De opstand is de geschiedenis ingegaan als de Opstand van Sint-Jorisnacht (Estisch: Jüriöö ülestõus). De opstand werd definitief neergeslagen op 14 mei 1343. De Esten werden vernietigend verslagen; 3.000 van hen kwamen om in de slag. De heuvel waar de slag had plaatsgevonden, kreeg de naam Sõjamägi. De heuvel is later in de aangrenzende wijk Ülemiste terechtgekomen; op die plaats ligt nu het Jüriööpark.
Sõjamäe is in de tijd van de Sovjetbezetting (1944-1991) ingericht als industriegebied. Dat is het nog, maar sinds het herstel van de onafhankelijkheid is het accent wel verschoven van maakindustrie naar de dienstverlenende sector. Zo zijn er nu een paar weidewinkels gevestigd. Een daarvan is Punane Selver, de oudste winkel van de supermarktketen Selver.
Het vliegveld Lennart Meri Tallinn Airport ligt voor een deel op het grondgebied van Sõjamäe.

## Vervoer
De wijk heeft drie grote doorgaande wegen. De Peterburi tee en de Suur-Sõjamäe tänav lopen oost-west, de Juhan Smuuli tee loopt noord-zuid. De Punane tee vormt de grens met de wijk Laagna.
Door Sõjamäe loopt de spoorlijn Tallinn-Narva. De lijn heeft daar ook een station, het station Vesse. Het station is vernoemd naar Vesse, een van de leiders van de Opstand van Sint-Jorisnacht. Er stoppen zowel elektrische treinen als dieseltreinen.
Verder wordt de wijk bediend door een aantal buslijnen.

## Foto’s

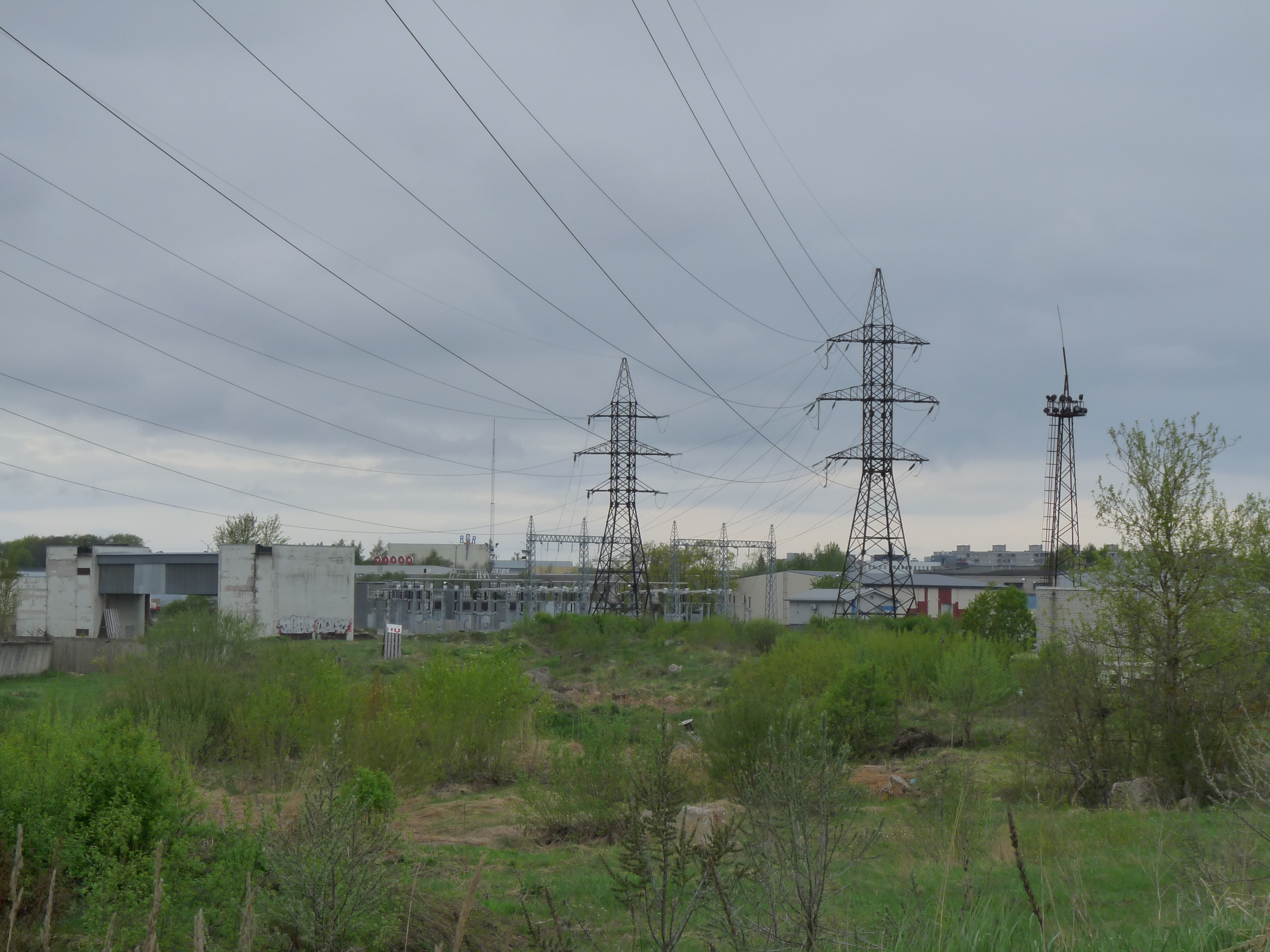
Verdeelstation in Sõjamäe
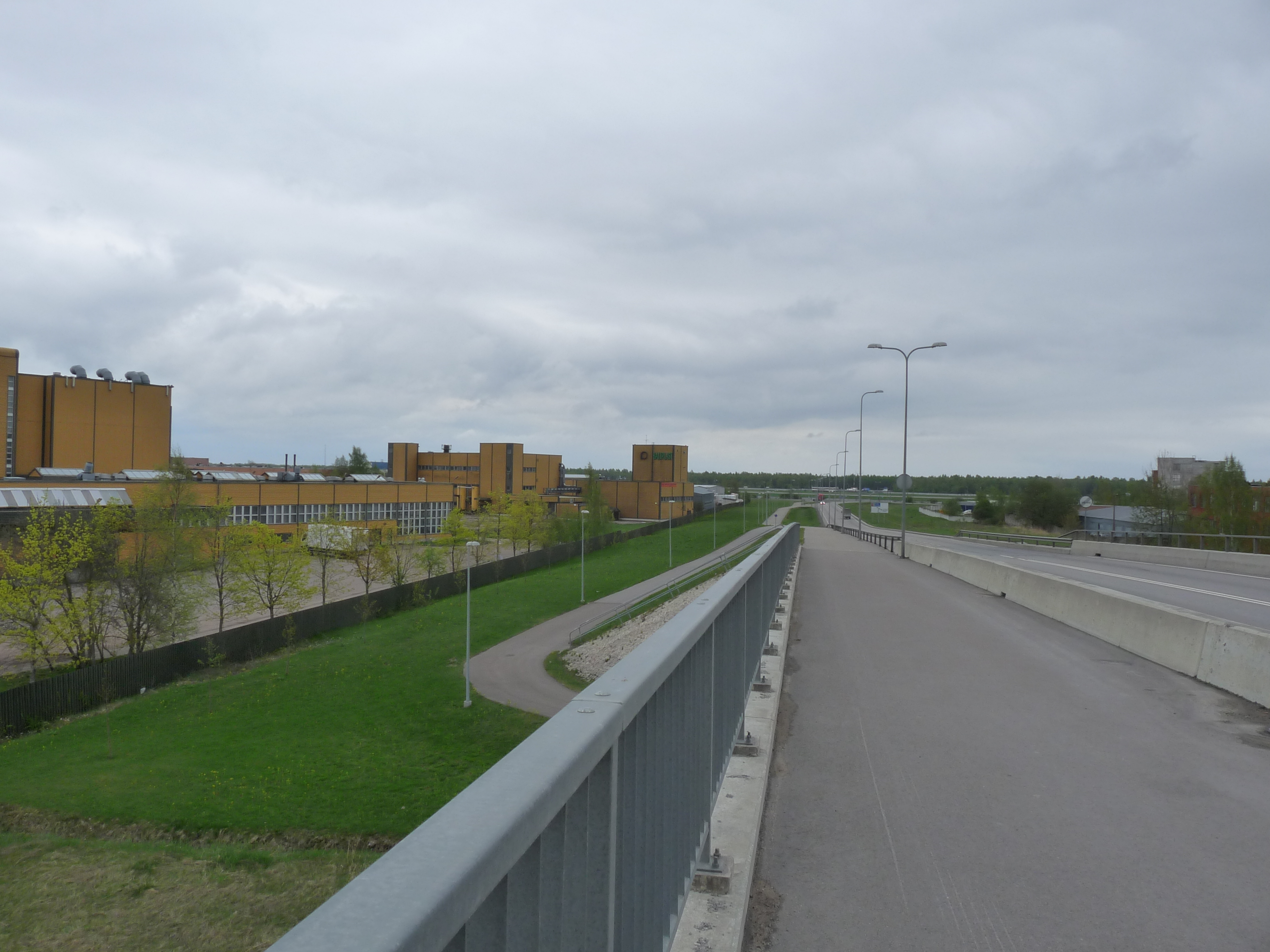
Viaduct in de Juhan Smuuli tee
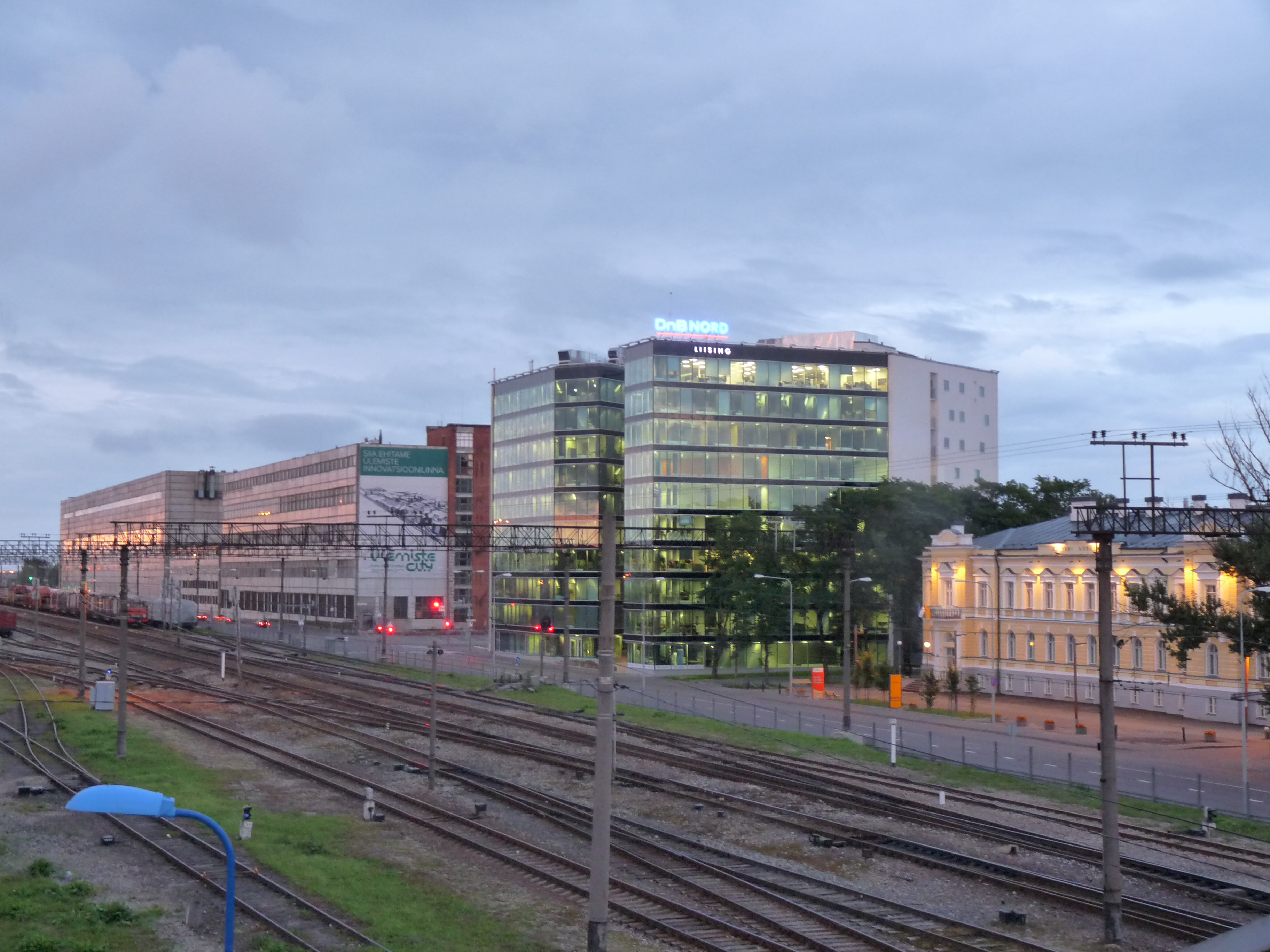
Kantoorgebouwen langs de spoorlijn
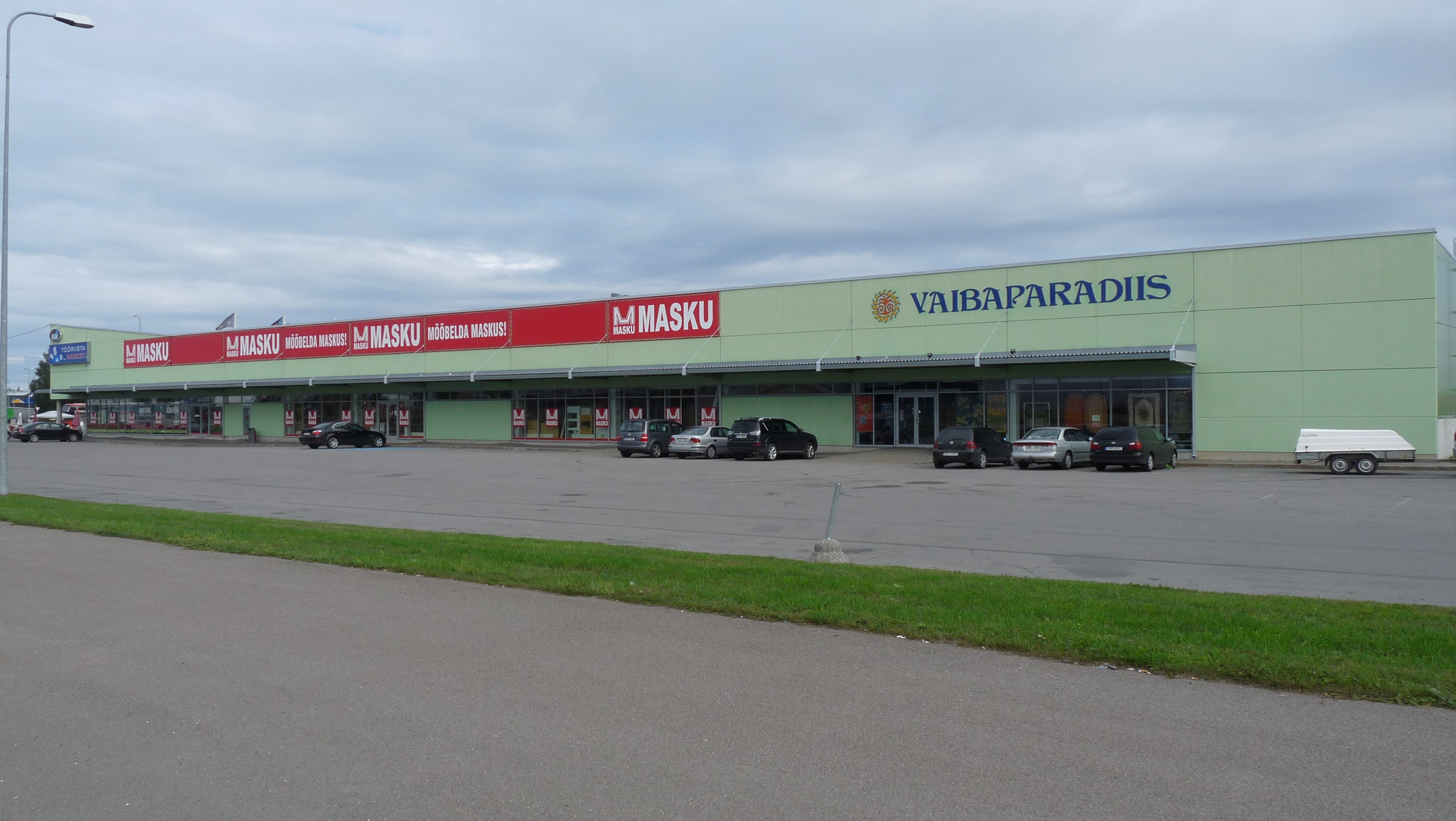
Het ‘Tapijtenparadijs’, een tapijtenhal

Katleri · Kurepõllu · Kuristiku · Laagna · Loopealse · Mustakivi · Pae · Paevälja · Priisle · Seli · Sikupilli · Sõjamäe · Tondiraba ·  Ülemiste · Uuslinn · Väo